# Acrodactyla trochanterata
Acrodactyla trochanterata är en stekelart som beskrevs av Dmitriy R. Kasparyan 1976. Acrodactyla trochanterata ingår i släktet Acrodactyla och familjen brokparasitsteklar. Inga underarter finns listade i Catalogue of Life.